# Cirsium pannonicum
Cirsium pannonicum là một loài thực vật có hoa trong họ Cúc. Loài này được (L.f.) Link mô tả khoa học đầu tiên năm 1822.